# Soechoj Soe-32
De Soechoj Soe-32 (Russisch: Су-32) (NAVO-codenaam: Fullback) is een Russische jachtbommenwerper. Het vliegtuig is een aangepaste versie van de Soe-27. Deze variant, die meestal Soe-34 genoemd wordt, is gespecialiseerd in grondaanvallen. Daar deze missies lang kunnen duren en arbeidsintensief kunnen zijn heeft het toestel een groter bereik en biedt het plaats aan twee bemanningsleden. Het toestel is ontwikkeld door Soechoj als vervanging voor de Soe-24 en wordt gebouwd door NAPO.

## Beschrijving
Hoewel de Soe-32 gerelateerd is aan de Soe-27, heeft het ontwerp een aantal belangrijke veranderingen ondergaan. De visueel opvallendste verandering tegenover de andere varianten is de neus van het toestel. Deze is naar voorbeeld van de SR-71 Blackbird niet rond maar afgeplat. Dit is net als bij de SR-71 gedaan om het vliegtuig moeilijker detecteerbaar te maken voor radar. Ook heeft het toestel de voorvleugels die voor het eerst toegepast werden op de Soe-33.

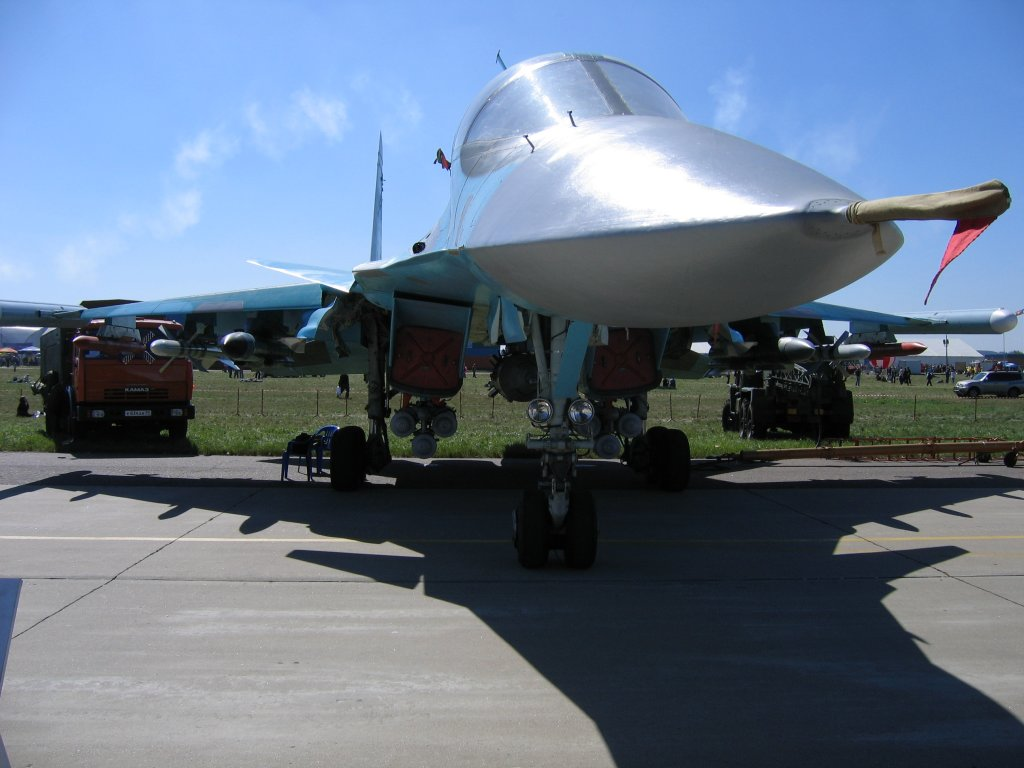
De afgeplatte neus van de Soe-32

In de cockpit zit de bemanning naast elkaar, net als bij de voorganger, de Soe-24, waardoor beide bemanningsleden goed zicht naar buiten hebben. De ruimte biedt verder plek voor een keuken en toilet om lange vluchten wat aangenamer te maken. Wel ontbreekt de infrarooddoelzoeker op de neus, in plaats daarvan zit deze in een optionele pod. Vlak achter de cockpit bevindt zich ter hoogte van de voorvleugels een antenne voor satellietcommunicatie. Al deze extra apparatuur heeft wel een effect op de massa van het toestel. De tweezitter is met een maximale startmassa van 44.360 kg veel zwaarder dan de andere varianten, waardoor de romp versterkt is.
Ook het landingsgestel is versterkt. Behalve twee neuswielen zoals bij de Soe-30 en Soe-33 heeft het toestel ook twee wielen aan elk van de achterste steunders. Aan het voorwiel zit verder een trap om in het toestel te komen. De cockpitkap kan niet open maar wordt bij gebruik van de schietstoel afgeworpen.

### Bewapening
De Soe-32 heeft net als alle andere varianten van de Soe-27 het 30 mm-boordkanon GSj-30-1. De radar van het toestel verschilt van de overige varianten. De B-004 is een passieve phased-array-radar die geoptimaliseerd is voor het aanvallen van oppervlaktedoelen. De detectieafstand voor luchtdoelen ter grootte van een straaljager is ongeveer 90 km en voor grote oppervlaktedoelen zoals schepen 200-250 km. Met behulp van de radar kan ook het terrein in kaart gebracht worden zodat het toestel automatisch laag over de grond kan vliegen. Verder beschikt het toestel over een N-012-waarschuwingsradar in de staartbalk.
Als bewapening kan de Soe-32 de ongeleide bommen en raketten en de lucht-luchtraketten R-27, R-73 en R-77 gebruiken die ook geschikt zijn voor de andere varianten van de Soe-27. Verder beschikt het toestel echter ook over verschillende precisiewapens. Zo kan het toestel geleide bommen afwerpen en is het geschikt om de lucht-grondraketten Ch-25, Ch-29, Ch-31, Ch-41, Ch-59 en 3M-54 Kalibr te lanceren.

## Ontwikkeling
In de jaren 80 was er behoefte aan een nieuwe jachtbommenwerper om de Soe-24 te vervangen. Dit type was verouderd geraakt en maakte zonder steun van MiG-29's of Soe-27's in gevecht geen kans meer tegen moderne toestellen als de F-15 en F-16. Daarom werd op basis van de Soe-27UB een nieuwe jachtbommenwerper ontwikkeld. Het prototype met aanduiding T10V-1, was afgeleid van een van de afgebroken projecten om een trainingstoestel op basis van de Soe-33 te ontwikkelen. Dit toestel vloog voor het eerst op 13 april 1990 waarna het tweede prototype volgde op 18 december 1993.